# 大竹鹿港線
大竹鹿港線為彰化捷運規劃中的路線，目前尚在辦理可行性研究中。為目前彰化縣政府推動之一軸一環雙樞紐軌道系統中的一軸；目前預計採用輕軌系統，路線類型、行經路線及設站位置，都還尚待辦理評估。

## 概況
路線第一階段規劃起自大竹站，延彰南路轉中山路，穿過台化廠區，設金馬站與台中捷運綠線、台鐵金馬站共構，之後沿金馬路轉林森路、彰馬路、接馬鳴路，至打鐵厝後轉至彰鹿路、中山路，或走鹿東路，接新建外環道，再接至鹿和路轉中正路，終點站設於鹿港生態公園附近（與鹿港轉運站共構）。第一階段亦包含彰化車站線，從中山國小（彰化市中山路與光復路口）至彰化市金馬路與林森路口與金馬林森站相接。

## 歷史

### 中捷綠線延伸鹿港時期
- 2009年，台北市捷運工程局公布「臺中都會區大眾捷運系統路網檢討規劃報告書」中，確定台中捷運綠線延伸至彰化市中山路與金馬路口，並預計繼續往金馬路延伸至鹿港彰濱，另新增輕軌線走中山路至彰化市區。[3]
- 2017年，行政院宣布彰化延伸線納入前瞻基礎建設計畫之中，延伸線至彰化市後，轉往和美鎮，再到鹿港鎮。[4]
- 2018年5月，臺中市交通局第六次將可行性研究報告陳報交通部審查，延伸線內容只到彰化市金馬東路。

### 鹿港線時期
- 2018年5月，彰化縣政府公布《彰化縣大眾捷運系統整體路網評估計畫案》專案[5]，包含鹿港線在內共11條彰化縣境內之捷運線。鹿港線起點設於金馬，終點設於鹿港轉運站。另規劃鹿港延伸線（或稱大竹快官延伸線）延伸至快官牛埔地區。
- 2018年中，彰化縣長候選人王惠美提出交通建設「一軸一環雙樞紐」[6]主張，其中一軸指彰北捷運鹿港線，規劃銜接台中捷運綠線彰化端至鹿港鎮。
- 2018年10月，向交通部申請鹿港線可行性研究經費[7]。
- 2019年4月16日招標成功，開始進行可行性研究[8]。
- 2020年5月，彰化縣政府表示進行至期中報告修正，預計年底完成可行性研究提報交通部審查[9]。
- 2020年5月22日，台中市政府修正台中捷運綠線延伸段報告提交交通部審查，彰化縣政府表示金馬站將與台中捷運綠線（第二層高架）、彰化鐵路高架金馬站（第一層高架）共構，鹿港線位於該站地面。[10]

### 大竹鹿港線時期
- 2021年7月，彰化縣工務處長林漢斌表示，預計同年底把可行性評估送到交通部審查。路線起點改為大竹，終點設於鹿港轉運站。鹿港延伸線則改為快官延伸線並延伸至快官牛埔地區。目前「大竹鹿港線」已規劃出2個方案，2者不同處在鹿港段路線，方案1走外環、鹿和路平面進入市區，方案2以高架形式走彰鹿路進入市區中正路，縣府將在期末報告審查後選出優先方案。[11]
- 2022年1月21日，彰化縣政府工務處於彰化市及鹿港鎮舉辦可行性研究說明會，選定鹿港段以高架方式行經彰鹿路接中正路進鹿港市區，並且以高架方式跨越國道一號，彰化市中山路段也改為高架，路線總長21.2公里，沿途設置23個車站。[12]
- 2022年3月，彰化縣議會審查可行性研究，議員以開闢路廊涉及徵地和拆遷疑慮，民意反彈，人口數流失捷運載運量需求性不高退回全案，工務處長林漢斌指出，縣府不會因此放棄，會再彙整民意，參考其他縣市作法，繼續修正評估。[13]

## 外部連結
- 彰化縣政府工務處－中央前瞻基礎建設計畫（页面存档备份，存于）